# Michael Norton (profesor)
Michael Irwin Norton (nacido el 17 de abril de 1975) es profesor de Administración de Empresas Harold M. Brierley en la Escuela de negocios Harvard. También es conocido por identificar y nombrar el efecto IKEA.

## Educación
En 1997 Norton recibió su BA de Williams College y su Ph.D. de la Universidad de Princeton en 2002.

## Carrera profesional
Norton trabajó en el Instituto de Tecnología de Massachusetts como becario postdoctoral de 2002 a 2005 tanto en el MIT Sloan School of Management como en el MIT Media Lab. Se unió a la Harvard Business School en 2005 como profesor asistente y se convirtió en profesor asociado allí en 2010. En 2014, fue nombrado profesor de Administración de Empresas Harold M. Brierley allí.

## Investigación
Norton es conocido por estudiar el efecto de los factores sociales en las opiniones y el comportamiento de las personas, así como la psicología de la inversión y la valoración de los bienes por parte de las personas. También ha estudiado la psicología que subyace a las decisiones de gasto de los individuos, y ha dicho que gastar en experiencias tiende a hacer a la gente más feliz que gastar en objetos. Su investigación sobre este tema también ha demostrado que las personas se vuelven más felices cuando gastan dinero en otros que cuando lo gastan en sí mismas. También ha investigado temas como la percepción pública de la compensación ejecutiva, racismo, y (con Dan Ariely) la desigualdad económica en los Estados Unidos. En 2016, fue coautor de un estudio que muestra que los incidentes de furia aérea eran casi cuatro veces más comunes en aviones con cabinas de primera clase que en aviones sin ellos. El estudio se publicó en las Actas de la Academia Nacional de Ciencias al año siguiente.